# 克林齐区
克林齐区（俄语：Клинцовский район）是俄罗斯联邦布良斯克州下辖的一个区，其行政中心为克林齐。据2016年统计，该区的人口为17975人。